# Le Relecq-Kerhuon
Le Relecq-Kerhuon (bretonisch Ar Releg-Kerhuon) ist eine französische Gemeinde im Westen der Bretagne im Département Finistère mit 11.837 Einwohnern (Stand 1. Januar 2022). Das Stadtzentrum von Brest liegt 8 Kilometer westlich und Paris etwa 500 Kilometer östlich.
Im Jahr 1994 wurde hier das erste Diwan-Gymnasium eröffnet, das 1999 nach Carhaix-Plouguer verlegt wurde.

## Verkehr
Nahe der Gemeinde gibt es Abfahrten an den Europastraßen E 50 (N12) (Brest – Rennes) und E 60 (N 165) (Brest – Nantes) und in der Gemeinde und in Brest befinden sich Regionalbahnhöfe. Der Bahnhof von Brest ist Endstation des TGV Atlantique.
Der Regionalflughafen Brest/Guipavas Aeroport befindet sich lediglich sechs Kilometer nördlich in der Gemeinde Guipavas.

## Bevölkerungsentwicklung
| Jahr                       | 1962 | 1968 | 1975 | 1982 | 1990   | 1999   | 2006   | 2017   |
| Einwohner                  | 6526 | 7001 | 8499 | 9286 | 10.559 | 10.866 | 10.659 | 11.462 |
| Quellen: Cassini und INSEE |      |      |      |      |        |        |        |        |

## Sehenswürdigkeiten
- Kirche Notre-Dame

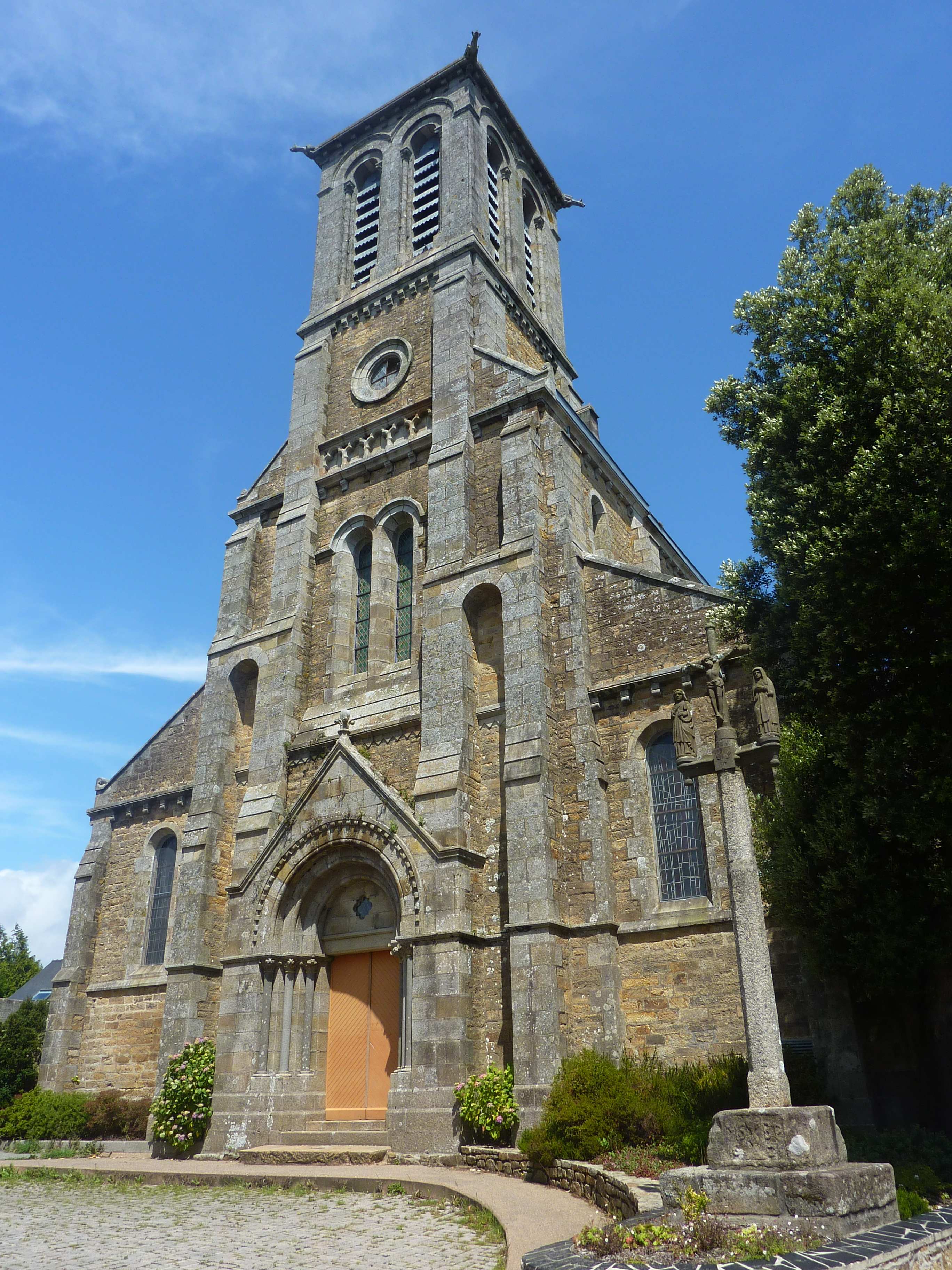
Kirche Notre-Dame

Siehe auch: Liste der Monuments historiques in Le Relecq-Kerhuon

## Städtepartnerschaften
- Bodmin, Vereinigtes Königreich
- Bad Bederkesa, Deutschland[1]